# タイヤ館

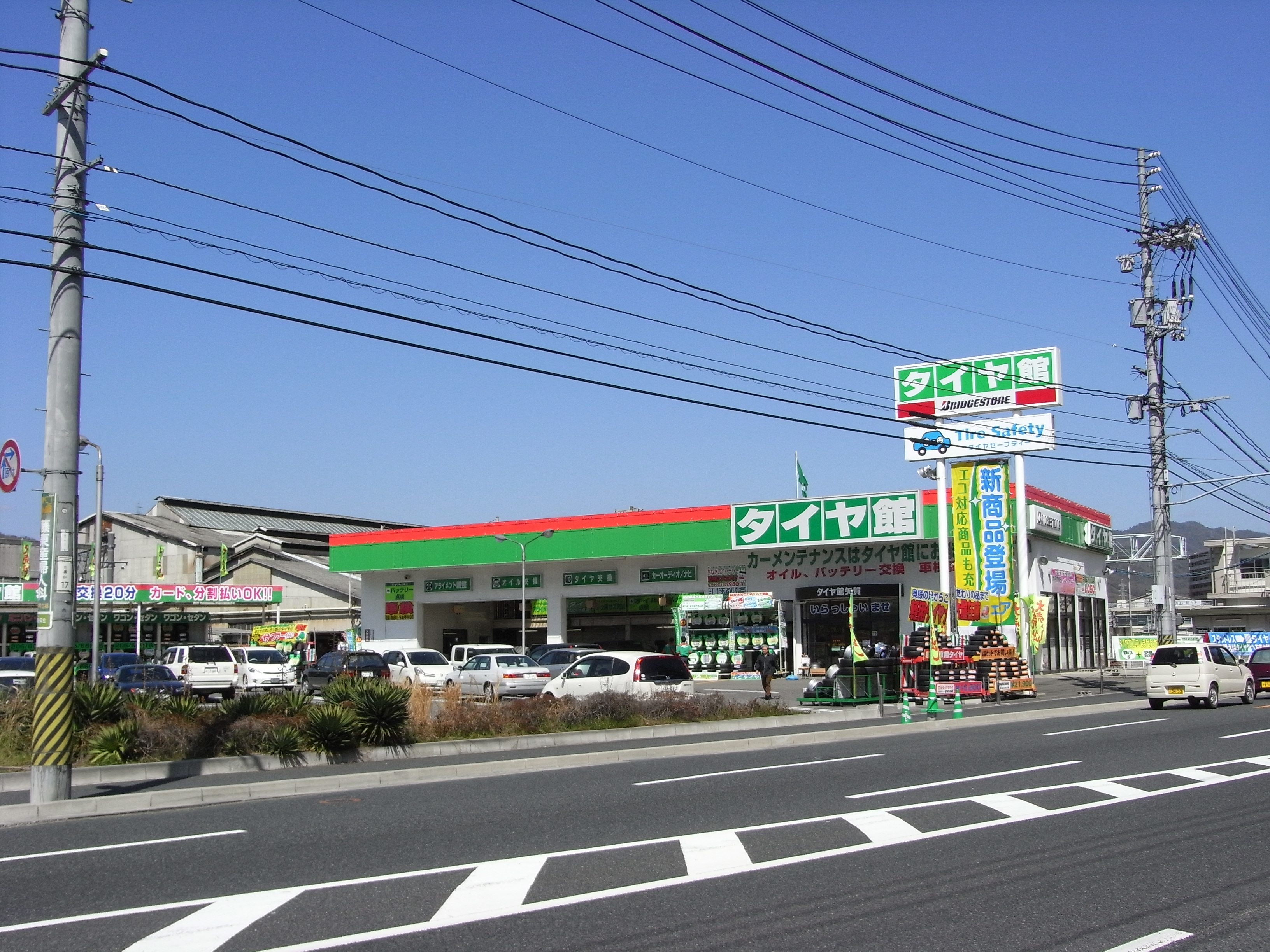
タイヤ館 矢賀

タイヤ館（タイヤかん）は、ブリヂストンリテールジャパン株式会社が展開するタイヤを中心としたカー用品店で、店舗数は全国で約560店にのぼる（2020年12月時点）。

## 概要
世界最大のタイヤメーカー・ブリヂストンの孫会社であるブリヂストンリテールジャパン株式会社が展開する全国チェーン店であり、同社の乗用車用タイヤを中心に扱っている。タイヤ以外にも、オイルやバッテリーのメンテナンスパーツから、ホイールやサスペンションなどの機能パーツまで幅広く扱っている。看板、店舗デザイン、販売員のユニフォームはグリーンとレッドを基調とする。
- タイヤを中心に販売しているが、さまざまな用品の販売・取付けなども行っており、形態としてはいわゆる「オートショップ」と「タイヤショップ（町のタイヤ屋さん）」の中間的な存在。
- 大手オートショップと比べると店舗規模が小さいが、その分販売員と顧客が接する機会が多く、主婦層などでも立ち入りやすい。また「販売」と「作業」を同一販売員がすることが多く、商談時の要望を作業内容に反映させやすいというメリットも持つ。
- メーカー直系のショップであることから、特にタイヤに関する造詣が深い。実際、ほぼ全ての店員がメーカー主催による各種研修や訓練を重ねている。スタッフカード（IDカード）には各種訓練の受講修了暦を表すアイコンが表示されている。例としてBTA（ブリヂストンタイヤアドバイザー）があり、タイヤの構造、交換取り扱い方法を熟知した者を指す。他に代表的な物でアライメント、足回り、ケミカル等が存在し、初級中級上級と分かれているものが多い。各階級は星の数により表されている。尚、どの技能も講習を修了する為に最終試験を行い、合格しなければその資格を得る事は出来ない。
- 単なる安値特化指向に留まらず、「安心・安全、エコロジー、経済的、快適、便利」といった切り口をブランドコンセプトの主眼に置いており、それらを具現化すべく接客技法、作業技術、店舗形態、商品ラインナップの向上に注力している[2]。 またタイヤだけではなくオイルやバッテリーやワイパーブレードの点検や交換といった、車のメンテナンスをトータルに行うことを打ち出しており、これらコンセプトの象徴として「タイヤからはじまる、トータルカーメンテナンス あなたのセーフティーサポーター タイヤ館」という言葉をキャッチフレーズに掲げている。

## 店舗形態

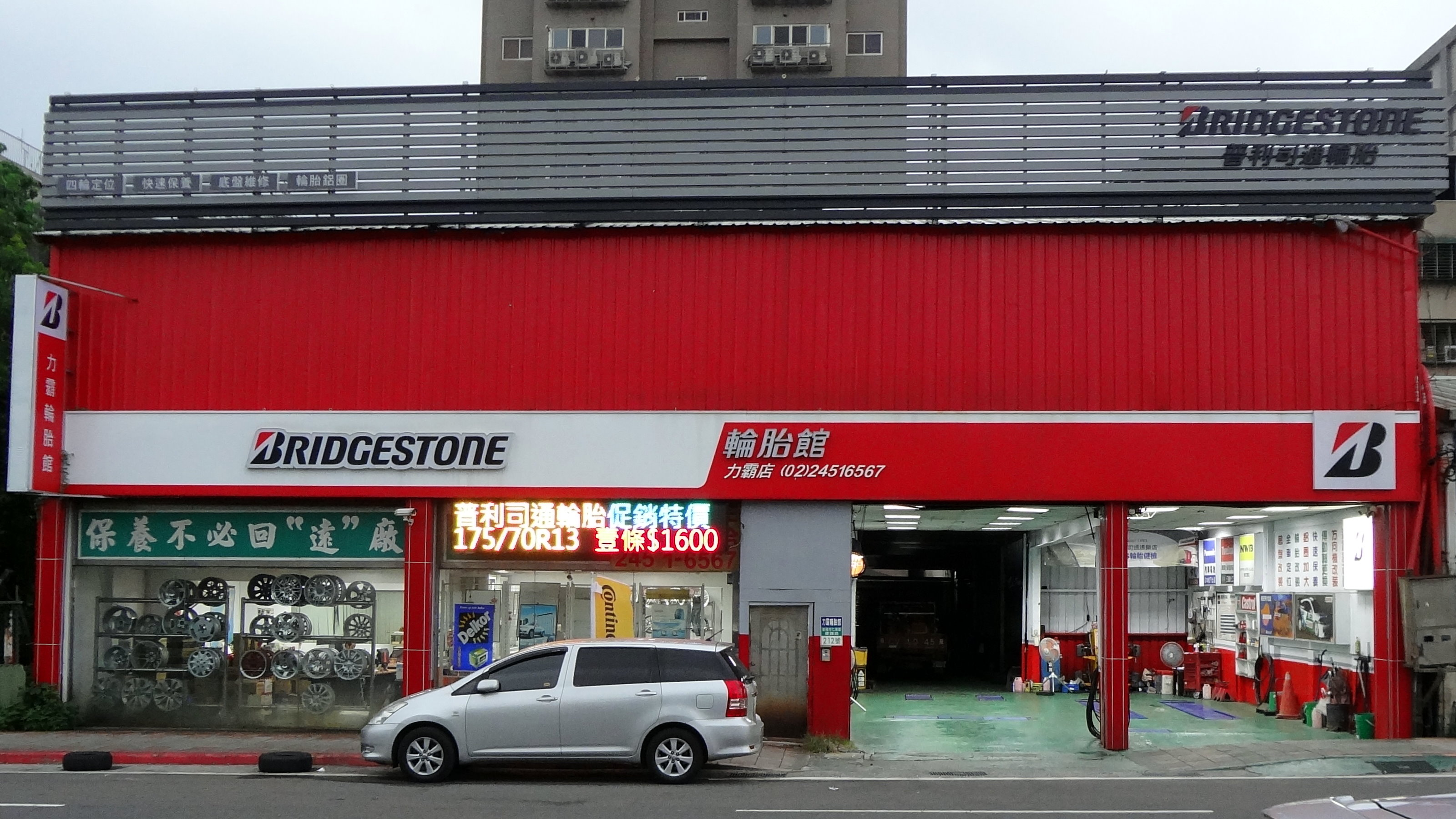
台湾のタイヤ館

- 第1号店は岡山県にあるタイヤ館倉敷店[3]である。現在では全国全ての都道府県でそれぞれ複数の店舗を展開しており、その数は500店に迫っている。
- 敷地内には、数台から数十台が停車できる駐車場がある。店内はタイヤやホイールをはじめ、さまざまな用品のディスプレイコーナーがある。また商談コーナー、自車の作業風景が見学できる待合室（ウェイティングコーナー）、キッズコーナーがある。また多くの店舗で作業待ち時間用にフリードリンクサーバーの設置がされている。作業ピットには複数機のリフト、タイヤチェンジャー、バランサー、アライメント測定装置などが設置されている。
- 新コンセプトの「タイヤ館 GREEN PIT」の展開を進めている。同店舗は「安全・環境・快適」といった既存のブランドコンセプトをベースに、それらをさらに強調したスタイルとし、来店客に「省燃費」や「エコ」を着実にメリットとして享受してもらえるコンセプトで構築されている。そのため従来の店舗と異なり、環境対応技術やリサイクル素材を積極導入した店舗構造、敷地内グリーンゾーン（緑地・植栽）の拡大、エコ商品を主眼とした店内ディスプレイ、顧客別に省燃費に繋がるアドバイスを実施する接客手法などを採用している。また、タイヤは性質上若干の臭気が存在するが、女性客等に配慮し店内でのタイヤのディスプレイをガラスで隔離するなど独自の工夫が見られる。この「タイヤ館 GREEN PIT」は、第一号店が2008年11月22日に大阪府箕面市にて「タイヤ館 GREEN PIT 大阪箕面」としてオープンし、以降順次拡大を図っている。

## 取扱い商品・サービス
主力商品はブリヂストン社製のタイヤだが、以下のようにさまざまな部・用品も扱っている（ただし店舗によって多少異なる）。
- タイヤ（乗用車用） - 夏冬タイヤ共に、軽自動車用から高級輸入車（スーパーカーなど）用まで、ほとんど全サイズを扱っている（一部を除き、他メーカー商品の取寄せも可能である）。
- タイヤ（商用車用） - 夏冬タイヤ共に、ライトトラックや商用バンなどの商用車用も扱っている（一部を除き、他メーカー商品の取寄せも可能である）。
- ホイール - 軽自動車用スチールから、高級輸入車用アルミまで、幅広く扱っている（中には1本百万円を超える高額商品を在庫している店舗もある）。
- オイル - エンジンオイルからギヤオイルまで、店舗が厳選した商品を扱っている（NUTEC社製品の取扱い開始は全国チェーン店としては異例な早さであった）。
- バッテリー - 安値特価品から保証期間の長い高級タイプまで、複数タイプを扱っている。
- サスペンション - メジャーな国内外メーカー品のほとんどを扱っている。タイヤに始まり、足まわり関連部品への造詣の深化に注力しており、さまざまな車種への取付けノウハウ・事例を持つ。
- アライメント調整 - ほぼ全店にアライメントテスターを完備している。タイヤ交換を含まないアライメント単独の作業も受け付けている。（タイヤ館は、国内で初めてアライメント調整作業を一般商売化したと言われるコクピット店と同グループ）
- オーディオ・ナビ - 取付け作業のための専用ピットを設けている店舗もある。
- ワイパーブレード
- エアコン・オイルフィルター
- その他、店舗によって車検、カーセキュリティーや、小物商品（芳香剤・洗車用品など）などの扱いもある。

## ポイントプログラム
2010年10月より、ポイントプログラムPontaに参加。利用可能店舗は北海道と青森県の68店舗であったが、2013年6月30日をもって提携を終了した。

## その他独自サービス
以下は全店で展開している。
- メンテナンスグリーンパス - タイヤ1本毎の残溝値や磨耗状況、劣化具合などを店舗側が記入し顧客へ渡すファイルシステム。ユーザーはタイヤの自己管理状況の把握に役立つほか、店舗側もデータを共有するので、ユーザー側は高い精度のタイミングで、次回来店の目安連絡を受ける事ができる。タイヤ以外にもオイルやバッテリーなども対象。無償でもらうことができる。
- 安全点検（無料） - タイヤの多角的診断に始まり、ナット締め付け具合、オイル、バッテリー、ワイパーブレードなどの状態を点検する。（メンテナンスグリーンパスと連動）
- あんしん盗難保証 - タイヤ・ホイール4本セット、またはA&Vナビ商品を10万円以上購入した場合に加入できる盗難保証制度。

以下は店舗限定で展開している。
- タイヤクローク（保管プログラム） - 店舗にて受付し専用倉庫に保管、店舗にて装着する一連のシステム。スタッドレスタイヤの保管等に活用。屋内保管なので日光によるタイヤの劣化や盗難のリスクなども回避できる。
- B-SYSTEM（リアルバランサー） - タイヤ組み換え時のバランス調整を、さらに高度に行うシステム。従来のバランス測定が回転測定によりウェイトを測定点1箇所につき1個ずつ貼りつけ調整していたのに対し、B-SYSTEMリアルバランサーでは実走行に近い状態での測定を実施、測定点1箇所につき専用ウェイトを3つに分割して貼りつけ調整する。重心バランスの最適化により低速域から高速域まで全域での運動性能、快適性能の向上に寄与する。BSの特許サービス。店舗限定で展開。
- B-SYSTEM（シェイカー） - ホイールを車体に取り付ける際、通常だとボルト穴とボルトの中心軸がわずかにずれてしまい微妙なブレや振動などに繋がるが、B-SYSTEM（シェイカー）では、ホイールとタイヤに振動を与えつつ車体に装着するので、ボルト穴とボルトの中心軸がずれにくい。店舗限定で展開。
- オンラインショップ - 車種からタイヤサイズを自動検索しピット予約することで、待ち時間が少なく利用できるサービス。地域限定で展開。